# 弗朗索瓦·勃兰特
弗朗索瓦·勃兰特（法語：François Brandt，1874年12月29日—1949年7月4日），荷兰男子赛艇运动员。他曾参加1900年夏季奥林匹克运动会赛艇比赛，获得男子双人单桨有舵手金牌和男子八人单桨有舵手铜牌。